# Лаутерэккен
Лаутерэккен (нем. Lauterecken) — город в Германии, в земле Рейнланд-Пфальц. 
Входит в состав района Кузель. Подчиняется управлению Лаутерэккен.  Население составляет 2155 человек (на 31 декабря 2010 года). Занимает площадь 8,91 км². Официальный код  —  07 3 36 058.